# Edward Hales (3e baronnet)
Edward Hales, 3e baronnet (28 septembre 1645 - octobre 1695) est un homme politique anglais qui siège à la Chambre des communes d'Angleterre de 1679 à 1681. Il est catholique et soutient le roi Jacques II au moment de la Glorieuse Révolution.

## Jeunessee
Hales est le fils unique d'Edward Hales, 2e baronnet, de Tunstall, Kent, un royaliste, et de sa femme Anne Wotton, la plus jeune des quatre filles et cohéritières de Thomas Wotton (2e baron Wotton). Il est un descendant de John Hales, baron de l'échiquier. Il fait ses études à l'University College, et son tuteur Obadiah Walker l'influence dans le sens du catholicisme romain.

## Carrière sous Charles II
Le 28 novembre 1673, Hales est admis au grade de colonel d'un régiment d'infanterie à Hackington, dans le Kent. Il achète Hales Place (le manoir et le domaine de la paroisse de St. Stephen, près de Canterbury), où ses descendants résident ensuite. Il est élu député de Cantorbéry en 1679 et occupe le siège jusqu'en 1681. Il hérite du titre de baronnet à la mort de son père en 1684.

## catholicisme
Hales se déclare catholique à l'avènement de Jacques II et s'est officiellement réconcilié avec l'Église catholique le 11 novembre 1685. Il n'a pas reçu le sacrement selon les rites de l'Église d'Angleterre dans les trois mois suivant sa commission en 1673, contrairement au statut 25 de Charles II et n'a pas prêté les serments d'allégeance et de suprématie. Jacques II le dispense alors de ces obligations par lettres patentes sous le grand sceau. Afin de déterminer la légalité de l'exercice de son pouvoir de dispense dans de tels cas, une action test est organisée. Arthur Godden, le cocher de Sir Edward, est chargé d'intenter une action qui tam contre son maître pour l'amende de 500 £, comme indicateur en vertu de l'acte de Charles II. Hales est inculpé et condamné aux assises tenues à Rochester le 28 mars 1686. Il plaide la dispense du roi et, en appel, la question est longuement débattue devant la cour du banc du roi devant Edward Herbert de Cherbury, Lord Chief Justice d'Angleterre. Le 21 juin 1686, Herbert, après avoir consulté ses collègues sur le banc, rend un jugement en faveur de Hales et affirme que le pouvoir de dispense fait partie de la prérogative du roi. Le pouvoir de dispense est finalement interdit par la Déclaration des droits en 1689.

## Carrière sous Jacques II
Hales est admis au conseil privé et nommé l'un des lords de l'amirauté, sous-directeur des ports de Cinque et lieutenant du Château de Douvres et, en juin 1687, lieutenant de la tour de Londres. Narcissus Luttrell mentionne, en juin 1688, une rumeur selon laquelle il est sur le point d'y avoir une chapelle catholique dans la Tour. Lorsque les sept évêques sont libérés de sa garde, il leur demande des honoraires; mais ils refusent, au motif que leur détention et la commission de Hales étaient toutes deux illégales. Le lieutenant laisse entendre que s'ils revenaient entre ses mains, ils devraient sentir son pouvoir .

## Fuite et exil
Hales est démis de ses fonctions à la Tour en novembre 1688. Jacques II, avec Hales comme l'un de ses trois compagnons, et déguisé en serviteur de Hales, quitte Whitehall le 11 décembre, dans l'espoir de s'échapper en France. Le bateau qui les transporte est découvert le lendemain alors qu'il gisait dans la rivière au large de Faversham, et le roi et ses trois serviteurs sont ramenés à terre. Hales est reconnu et retenu prisonnier au palais de justice de Faversham. Immédiatement après le départ du roi pour Londres, il est conduit à la prison de Maidstone, puis à la Tour, où il reste un an et demi. Le 26 octobre 1689, il est amené à la barre de la Chambre des communes et condamné à être accusé de haute trahison pour s'être réconcilié avec l'église de Rome. Le 31 janvier 1690, lui et Obadiah Walker sont amenés par habeas corpus de la tour à la barre du banc du roi et sont libérés sous caution ; mais tous deux sont exclus de l'acte de grâce du 23 mai suivant. Finalement, Hales obtient sa libération le 2 juin 1690.
Hales se rend en octobre 1690 à Saint-Germain-en-Laye, mais il est peu employé par Jacques II autrement que comme ami. James récompense ses services en le créant comte de Tenterden dans le Kent, vicomte Tunstall et baron Hales d'Emley, par brevet le 3 mai 1692. Edward Hasted écrit que le fils et successeur de Hales dans la baronnie, John Hales, s'est vu offrir une pairie par George Ier, mais l'affaire est abandonnée, car John insiste sur son droit aux titres de son père et à la préséance selon cette création.

## Dernières années
En 1694, Hales demande au comte de Shrewsbury une licence pour retourner en Angleterre, mais il meurt, sans l'obtenir, en 1695, et est enterré à l'église Saint-Sulpice, à Paris. Par l'annexe à son testament, datée de juillet 1695, il lègue 5 000 £, dont il dispose selon ses instructions par Bonaventure Giffard et le Dr Thomas Witham. Hales a laissé en manuscrit un journal de sa vie, que Charles Dodd utilise dans son Histoire de l'Église .

## Famille
Hales épouse Frances Windebank, fille de Francis Windebank d'Oxfordshire et a cinq fils et sept filles. Edward, son fils aîné, est tué au service de Jacques II à la bataille de la Boyne, et John, le deuxième fils (mort en 1744), lui succède comme baronnet, le titre s'éteignant à la mort du sixième baronnet, Edward Hales, sans descendance, le 15 mars 1829.